# چاه مست‌علی
چاه مست‌علی یک منطقهٔ مسکونی در ایران است که در دهستان هرابرجان واقع شده‌است. چاه مست‌علی ۲۱ نفر جمعیت دارد.